# Collegium Leoninum (Bonn)

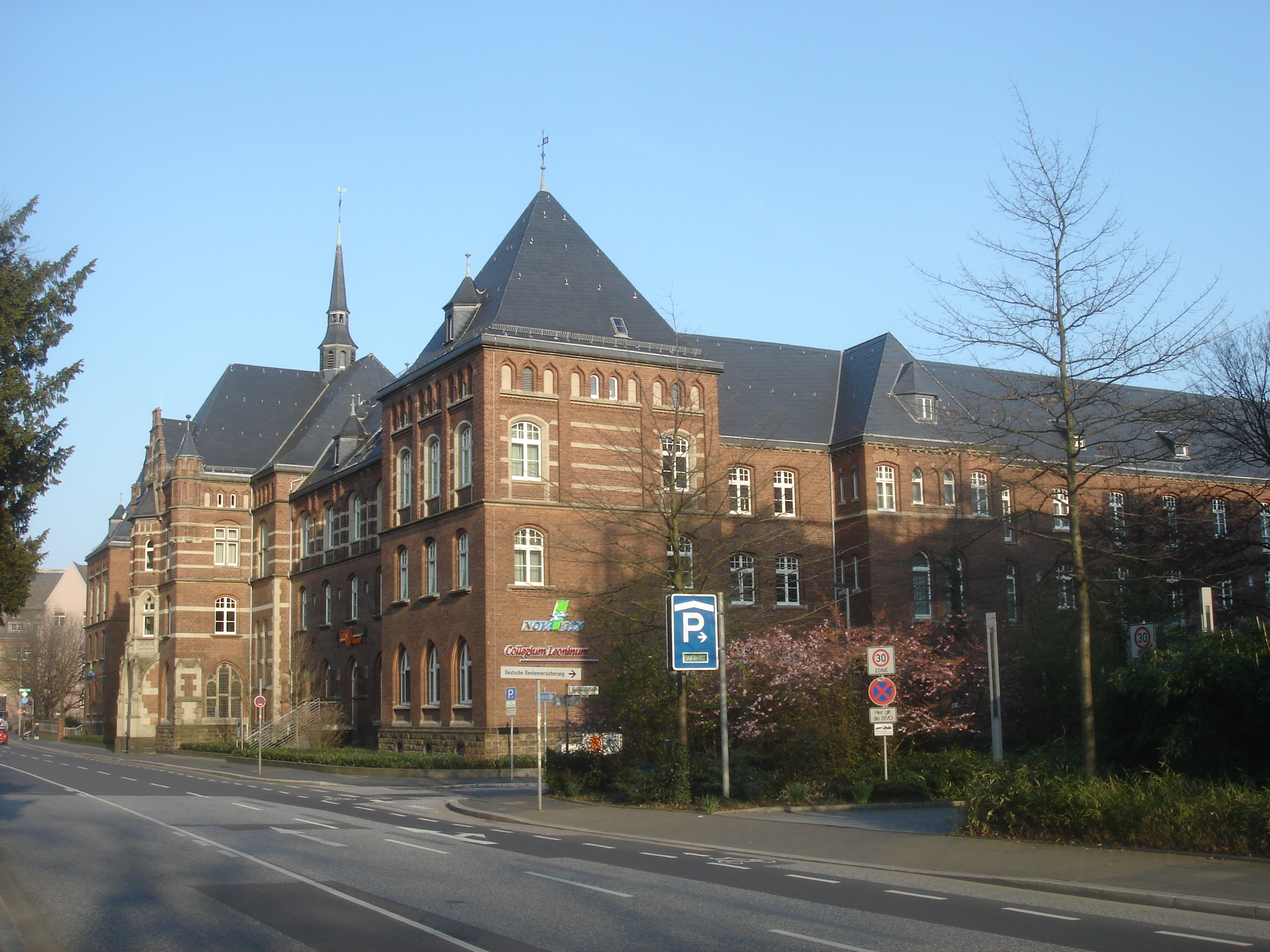
Collegium Leoninum

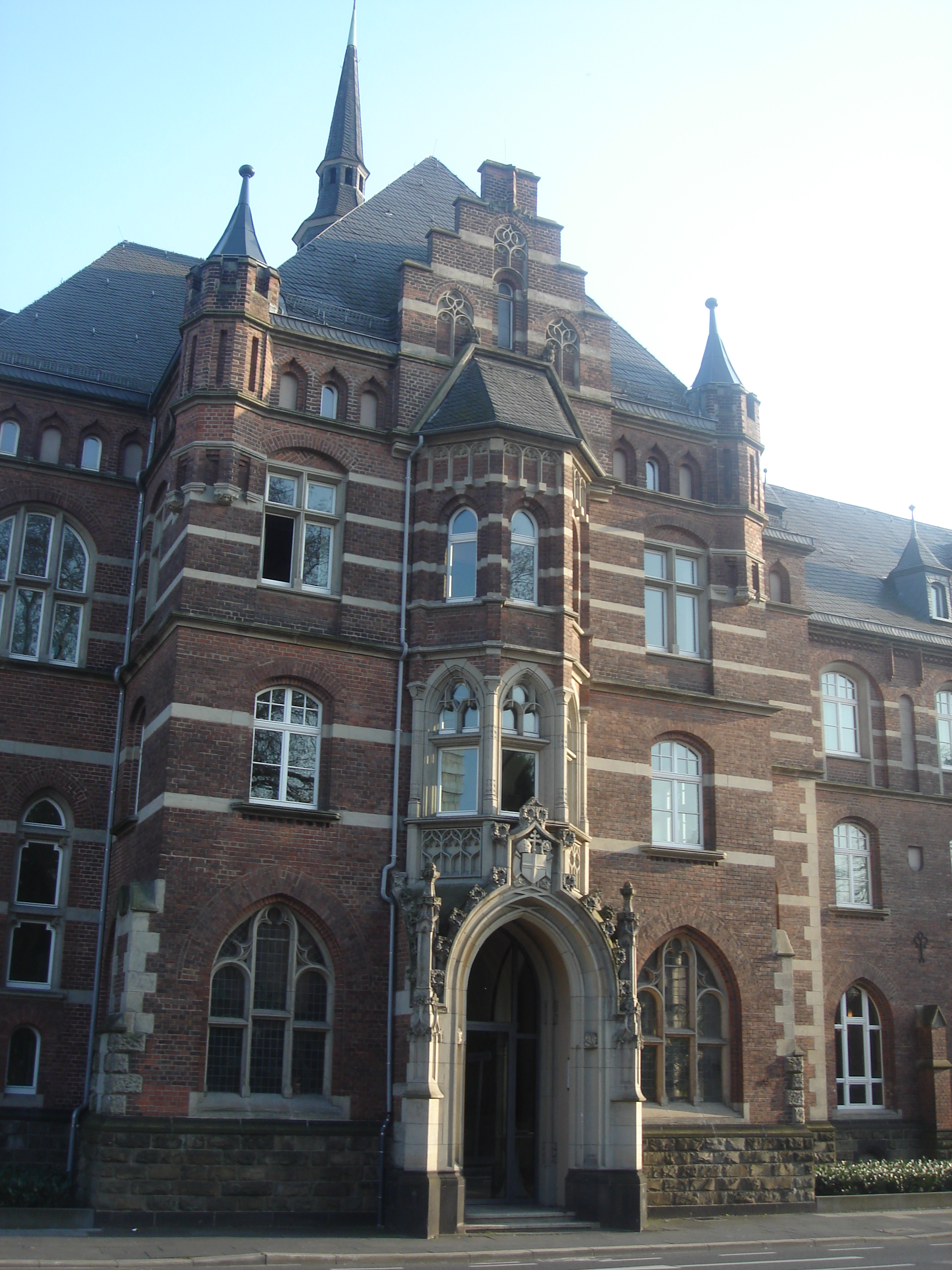
Haupteingang

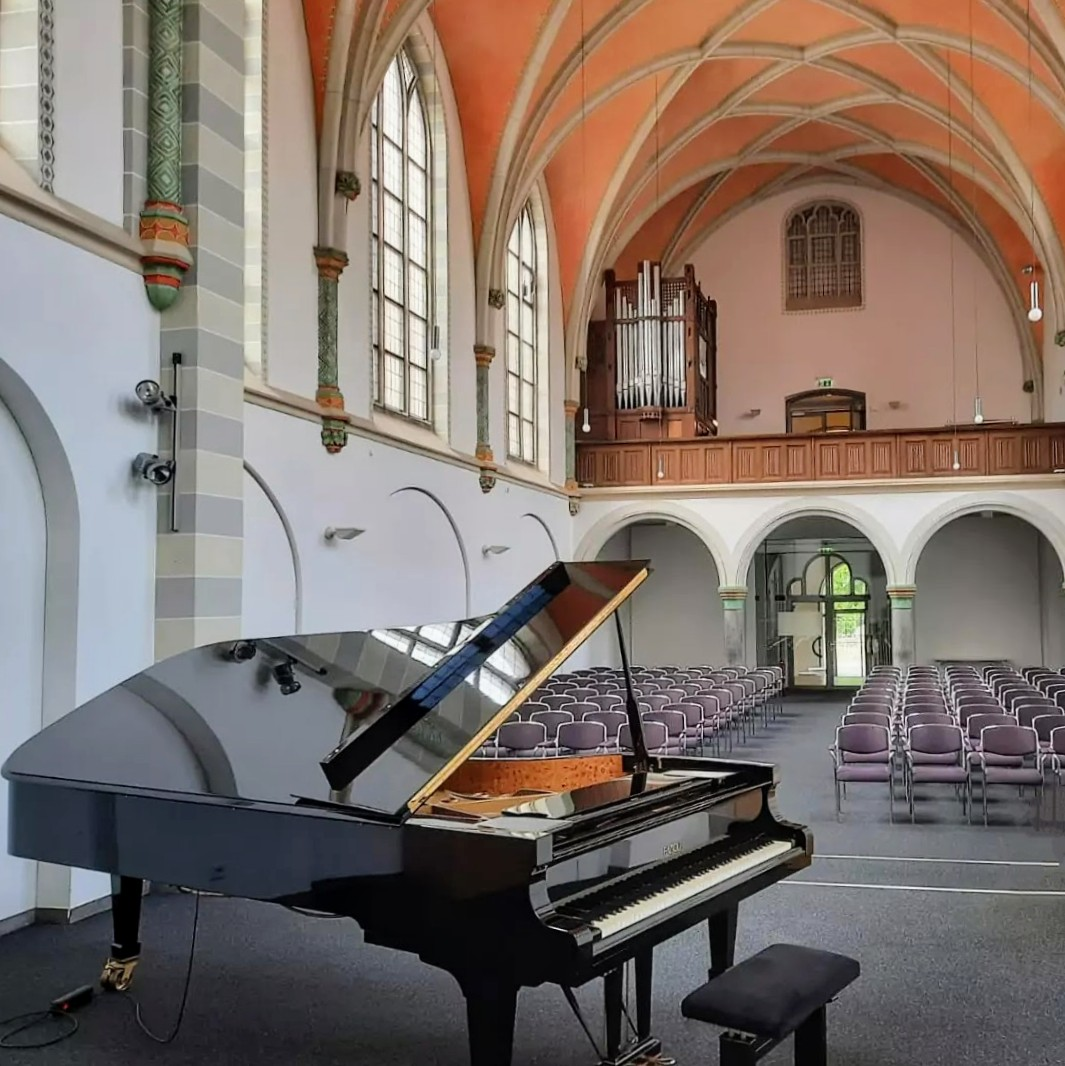
Innenansicht der Alten Kirche mit Fazioli-Flügel und Klais-Orgel

Das Collegium Leoninum war das Theologenkonvikt des Bistums Aachen in Bonn. Im Leoninum wohnten die Priesteramtskandidaten des Bistums während ihrer Studienzeit an der Universität Bonn.
Es liegt gegenüber dem Alten Friedhof in der Nähe des Bonner Stadthauses mit der Adresse Am Alten Friedhof 13 (Ecke Noeggerathstraße). Das Gebäude steht als Baudenkmal unter Denkmalschutz. Fertiggestellt wurde es 1897 und diente dann als Theologenkonvikt für das Erzbistum Köln, als das Collegium Albertinum für diesen Zweck nicht mehr genügend Platz bot.
Nach der Wiederbegründung des Aachener Bistums 1930 wurde es von diesem übernommen. Bewohnt wurde es jedoch jahrzehntelang auch noch gleichermaßen von Kölner Priesteramtskandidaten. Zuletzt durften dort auch einige Studenten anderer Fachrichtung (ohne das Ziel einer Priesterausbildung) ein Studentenzimmer mieten. Im Leoninum konnten etwa 100 Studenten wohnen.
Im Jahr 1999 wurde das Collegium Leoninum durch das Bistum Aachen aufgegeben und das Theologenkonvikt in das „Paulushaus“ in der Bonner Südstadt verlegt, eine vormalige Niederlassung des Jesuitenordens. Im Collegium Leoninum befinden sich seitdem und nach einem entsprechenden Umbau ein Altenwohnheim, ein Hotel sowie ein nach Papst Leo XIII. benanntes Restaurant Leo’s Bistro.

## Alte Kirche
Die Alte Kirche wird mit regelmäßigen Kulturveranstaltungen weitergenutzt.
Dazu steht auch eine Pfeifenorgel und ein großer Fazioli-Flügel des Modells F308 zur Verfügung.

## Orgel

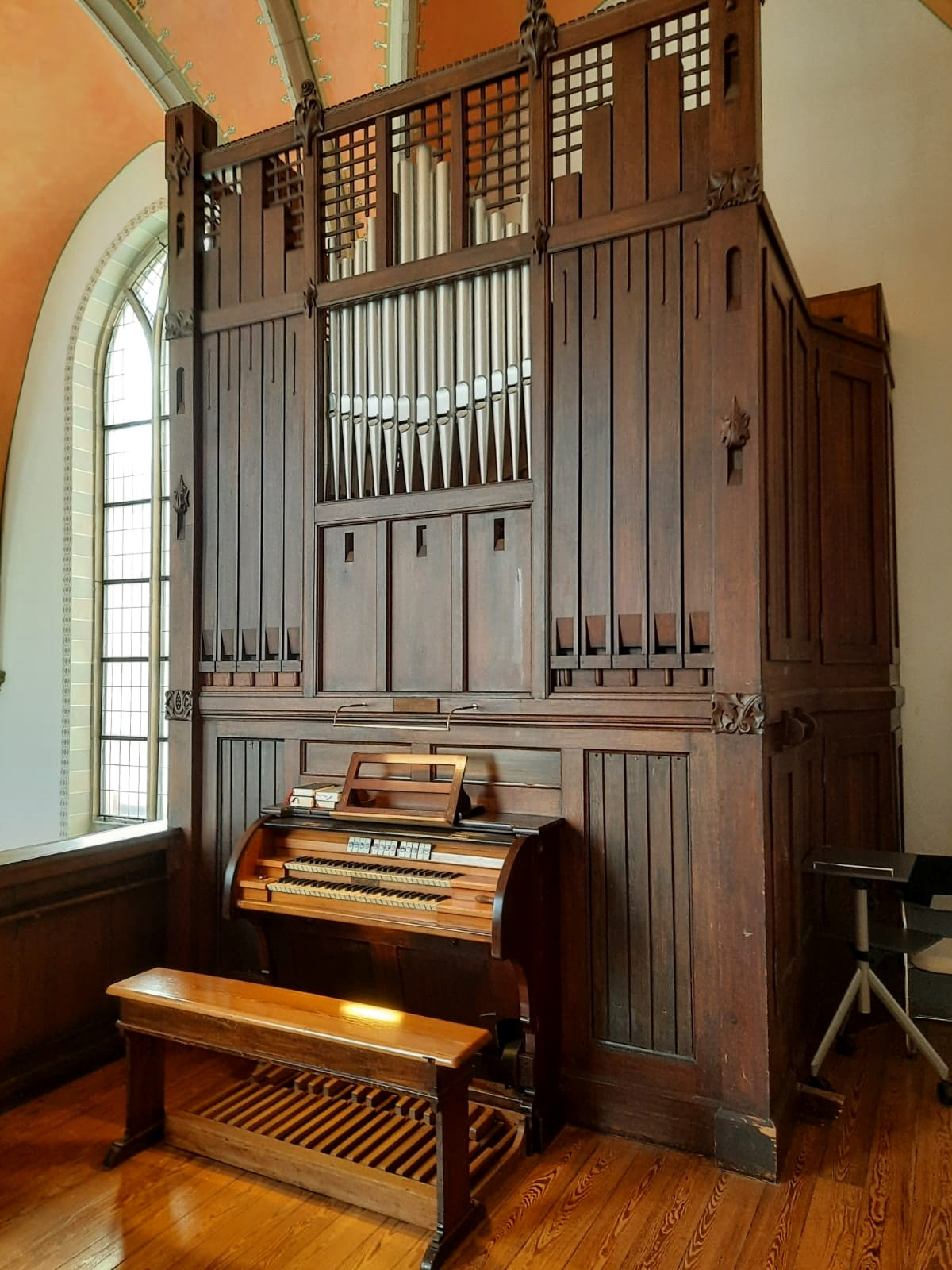
Klais-Orgel, Emporenansicht

Auf der Empore befindet sich eine zweimanualige pneumatische Klais-Orgel von 1922 (andere Quelle: 1911) mit 8 Registern. 1951 wurde sie durch die Erbauerfirma geringfügig umdisponiert. Die Disposition lautet:
| I Manual C–g3 |    |
| Principal     | 8′ |
| Flöte         | 8′ |

| II Manual C–g3 |    |
| Bordun         | 8′ |
| Principal      | 4′ |
| Schwegel       | 2′ |
| Oboe           | 8′ |

| Pedal C–f1   |     |
| Subbaß       | 16′ |
| Principalbaß | 8′  |

- Koppeln: II/I, II/I Super, II/I Sub, I/P, II/P
- Crescendowalze